# Reşit Uman
Reşit Uman (ur. 1948 w Stambule) – turecki dyplomata, od 2008 ambasador nadzwyczajny i pełnomocny w Rzeczypospolitej Polskiej. 

## Życiorys
Ukończył studia z dziedziny stosunków międzynarodowych na Uniwersytecie w Ankarze. W 1973 rozpoczął pracę jako dyplomata, był m.in. II sekretarzem ambasady w Rzymie oraz radcą ambasad w Ammanie i Moskwie. W 1997 został wicedyrektorem departamentu krajów słowiańskich MSZ. W 2008 uzyskał akredytację jako ambasador nadzwyczajny i pełnomocny w ambasadorem w Polsce. 
Żonaty, ma syna. 